# (9128) Takatumuzi
(9128) Takatumuzi est un astéroïde de la ceinture principale.

## Description
(9128) Takatumuzi est un astéroïde de la ceinture principale. Il fut découvert le 30 avril 1998 à Nanyo par Tomimaru Okuni. Il présente une orbite caractérisée par un demi-grand axe de 2,21 UA, une excentricité de 0,19 et une inclinaison de 3,1° par rapport à l'écliptique.

## Compléments